# 105 Luchtdoelartilleriebatterij
105 Luchtdoelartilleriebatterij (105 Luabt) was een luchtdoelartillerie-eenheid van de Koninklijke Landmacht die operationeel was van 1991 tot 2004. De eenheid was gelegerd op de Generaal-majoor Kootkazerne in Stroe. De taak van de batterij was het beveiligen van aan- en afvoerroutes van en naar de Noord-Duitse Laagvlakte, het zogenaamde Legerkorpsachtergebied, tegen aanvallen vanuit de lucht. Het belangrijkste wapensysteem was het Bofors 40L70-kanon gekoppeld aan een Flycatcher-vuurleidingsradar.

## Geschiedenis
Begin jaren tachtig was een groot deel van de Nederlandse luchtdoelartillerie niet inzetbaar door veroudering van het materieel. In 1987 besloot de staatssecretaris van Defensie Van Houwelingen tot de aanschaf van nieuwe radarsystemen en het moderniseren van de bestaande 40mm kanonnen.
De kosten bedroegen destijds f 240 miljoen voor 30 radarsystemen. Op 1 januari 1991 werd 105 Luabt opgericht. Een halfjaar later op 8 juli kwam het eerste peloton op. Op 10 september werd met het lossen van het eerste schot het eerste wapensysteem officieel overgedragen. De eenheid werd in 2004 opgeheven.

## Organisatie
Omdat het te beveiligen gebied zich uitstrekte over enkele honderden kilometers was 105 Luabt georganiseerd als een zelfstandig opererende batterij. Eerst stond de eenheid onder bevel van 101 Luchtdoelartilleriegroep. Later, sinds 1 mei 1995, viel de eenheid onder 25 Afdeling Pantserluchtdoelartillerie in Ede.
De batterij had een organieke sterkte van 275 militairen en omvatte een batterijstaf en 3 pelotons, waarvan één mobilisabel.
Een peloton is opgebouwd uit een commandogroep en drie vuureenheden (A, B, C).
Naast 105 Luabt bestonden er twee identieke batterijen (115 en 125 Luabt), die beiden mobilisabel waren.

## Materieel
Het hoofdwapen was het Bofors 40L70 kanon, gekoppeld aan een Flycatcher vuurleidingsradar. Daarnaast beschikte de batterij over Stinger raketten (FIM-92).

### Flycatcher
De Flycatcher is een vuurleidingsradar van de firma Hollandse Signaalapparaten in Hengelo (thans Thales). Het toestel zorgde voor de doelopsporing en -volging, de trefpunt bepaling en de besturing van aangesloten kanonnen. Het destijds moderne systeem kon doelen met een kleine radardoorsnede opsporen en volgen. Het had een digitale ballistische computer, en was voorzien van IFF. Bij goed zicht kon het doel ook met een camera optisch worden gevolgd. Op deze manier kon de radar worden uitgezet om zo de kans op ontdekking te verkleinen.

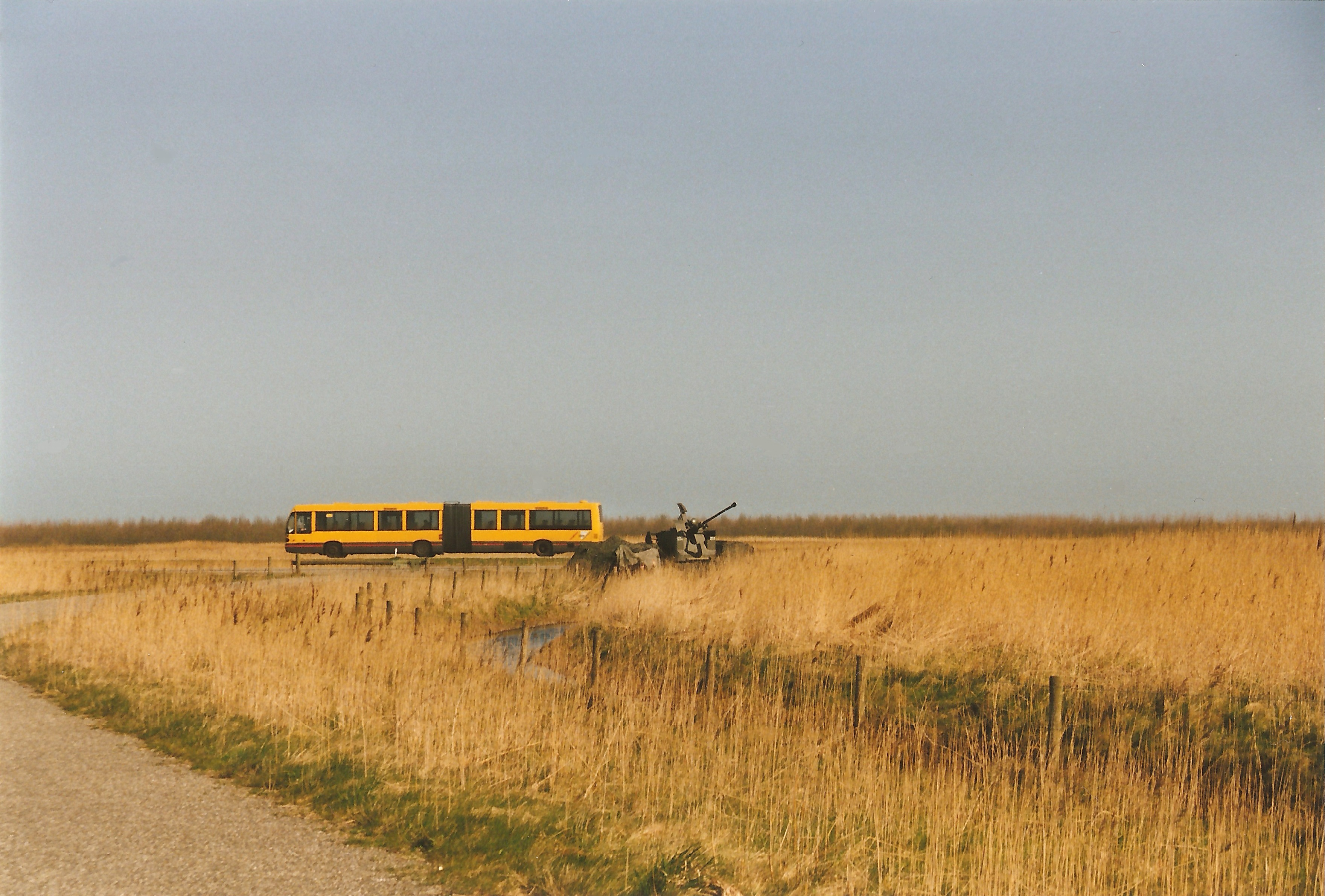
Een Bofors 40L70G kanon van 105 Luabt in stelling, tijdens een oefening in de Marnewaard.

### 40L70G
Door de opheffing van drie afdelingen lichte luchtdoelartillerie waren er veel 40L70-kanonnen overtollig. Voor f 55 miljoen werden 60 kanonnen gemodificeerd door de Rotterdamsche Droogdok Maatschappij. De belangrijkste verbeteringen waren de verhoging van de vuursnelheid van 240 naar 300 schoten per minuut, het aanbrengen van een eigen aggregaat en het toevoegen van een digitale interface met de Flycatcher. Daarnaast werd de capaciteit van de munitierekken vergroot. De type-aanduiding kreeg de toevoeging "G" (gemodificeerd).
De 40mm-munitie, voor f 17 miljoen aangeschaft bij de firma Bofors, was voorzien van een nabijheidsbuis. Dit is een miniatuur-radarantenne waarmee het projectiel ziet of een doel op korte afstand (tot 8 meter) gemist wordt. In dat geval explodeert het projectiel alsnog. Dit vergroot de trefkans aanzienlijk, vooral bij kleine doelen.
Het maximale effectieve bereik van het systeem was 4 km horizontaal en 3 km verticaal.

## Operationele inzet
Tijdens haar bestaan is 105 Luabt nooit daadwerkelijk ingezet voor luchtverdedigingstaken.
Wel is de eenheid ingezet voor andere militaire taken:
- In 1995 heeft het eerste peloton bijstand geleverd tijdens de overstromingen in Limburg in Susteren en Stein.
- Van mei tot november 1998 is een detachement van 50 militairen uitgezonden als crowd and riot control eenheid naar Bosnië in het kader van de SFOR-4 missie.
- Begin 2002 is er ook een peloton als stafwacht voor SFOR12 naar Bosnië gestuurd (Banja Luka Metal Factory)

## Beperkingen en opheffing
Al kort na het besluit tot oprichting van de batterij in 1987, viel de Berlijnse Muur. Geleidelijk verminderde daardoor de dreiging en verschoof het accent van de krijgsmacht naar expeditionair optreden en crisisbeheersing.
De batterij was niet goed toegerust voor deze nieuwe taak. Belangrijkste beperking was het statische karakter van het wapensysteem. Onder tactische omstandigheden stond er drie uur voor het volledig in stelling gaan van de batterij. Daarnaast was de dracht beperkt en konden alleen laagvliegende doelen met een rechtlijnige koers goed worden bestreden. Een ander bezwaar was dat het systeem niet gekoppeld was aan andere doelopsporingsradars zoals de Awacs. Ten slotte was de bescherming van personeel beperkt.
Na het wegvallen van de oorspronkelijke taak werden 105, 115 en 125 Luabt op 1 januari 2004 opgeheven.

## Na opheffing
Na de opheffing verhuisde het personeel naar Vliegbasis de Peel en werd het daar samengevoegd met alle luchtverdedigingseenheden van Land- en Luchtmacht tot het Defensie Grondgebonden Luchtverdedigingscommando (destijds gestart onder de naam Joint Air Defence Center).
De taak werd effectief overgenomen door 13 Luchtverdedigingsbatterij. Ter vervanging van de Flycatcher/40L70G-systemen werden twee raketsystemen aangeschaft: het Fennek Stinger Weapon Platform voor de zeer korte afstand en de NASAMS voor de korte afstand.